# プロホロフの定理
数学の測度論の分野におけるプロホロフの定理（プロホロフのていり、英: Prokhorov's theorem）とは、確率測度の空間内での測度の緊密性と相対コンパクト性（したがって弱収束）の概念を関連付けるものである。完備距離空間上の確率測度の研究を行ったソビエト連邦の数学者ユリ・プロホロフの名にちなむ。「プロホロフの定理」という語はまた、直接的あるいは逆に関する一般化に対しても用いられている。

## 定理の内容
{\displaystyle (S,\rho )} を可分距離空間とする。
（ボレル σ-代数を備える）{\displaystyle S} 上で定義される確率測度の全体を {\displaystyle {\mathcal {P}}(S)} とする。
定理
1. ある確率測度の全体 {\displaystyle K\subset {\mathcal {P}}(S)} が緊密であるための必要十分条件は、弱収束（英語版）位相を備える空間 {\displaystyle {\mathcal {P}}(S)} において {\displaystyle K} の閉包が点列コンパクトであることである。
2. そのような弱収束位相を備える空間 {\displaystyle {\mathcal {P}}(S)} は、距離化可能である。
3. さらに {\displaystyle (S,\rho )} は完備距離（したがって {\displaystyle (S,\rho )} はポーランド空間）であると仮定する。このとき、弱収束位相と同値であるような {\displaystyle {\mathcal {P}}(S)} 上のある完備距離 {\displaystyle d_{0}} が存在する。さらに、{\displaystyle K\subset {\mathcal {P}}(S)} が緊密であるための必要十分条件は、{\displaystyle K} の閉包が {\displaystyle ({\mathcal {P}}(S),d_{0})} においてコンパクトであることである。

## 系
ユークリッド空間に対しては、次が成立する。
- {\displaystyle (\mu _{n})} が {\displaystyle k}-次元ユークリッド空間上の確率測度の全体 {\displaystyle {\mathcal {P}}(\mathbb {R} ^{k})} 内の緊密な列であるなら、ある確率測度 {\displaystyle \mu \in {\mathcal {P}}(\mathbb {R} ^{k})} に弱収束するようなある部分列 {\displaystyle (\mu _{n_{k}})} が存在する。

- {\displaystyle (\mu _{n})} が {\displaystyle {\mathcal {P}}(\mathbb {R} ^{k})} 内の緊密な列で、そのすべての弱収束する部分列 {\displaystyle (\mu _{n_{k}})} が同一の極限 {\displaystyle \mu \in {\mathcal {P}}(\mathbb {R} ^{k})} を持つものであるなら、列 {\displaystyle (\mu _{n})} も {\displaystyle \mu } に弱収束する。

## 拡張
プロホロフの定理は、複素測度や有限の符号付測度を考慮できるように次のように拡張される。
定理
{\displaystyle (S,\rho )} をある完備な可分距離空間とし、{\displaystyle \Pi } を {\displaystyle S} 上のあるボレル複素測度の族とする。このとき、以下の二つの陳述は同値である。
- {\displaystyle \Pi } は点列コンパクト。すなわち、すべての列 {\displaystyle \{\mu _{n}\}\subset \Pi } には弱収束する部分列が存在する。
- {\displaystyle \Pi } は全変動ノルム（英語版）について緊密かつ一様有界である。

## 解説
プロホロフの定理はコンパクト性の概念を用いて緊密性を表現するものであるため、コンパクト性についてはアスコリ＝アルツェラの定理がしばしば代用される。函数空間において、このことは連続率あるいは同様の適当な概念を用いて緊密性を特徴付けることを意味する —
古典ウィーナー空間における緊密性あるいはスコロホッド空間における緊密性を参照されたい。
プロホロフの定理には、いくつかの非自明かつ深い議論を必要とする拡張が存在する。しかしそれらの結果は、元の結果の応用との関連性や重要性を見え辛くしてしまうものではない。